# Копиловці (Монтанська область)
Ко́пиловці (болг. Копиловци) — село в Монтанській області Болгарії. Входить до складу общини Георгій-Дамяново.

## Населення
За даними перепису населення 2011 року у селі проживали 564 особи, з них 560 осіб (99,6%) — болгари.
Розподіл населення за віком у 2011 році:
Динаміка населення: